# Sabor a miel
„Sabor a Miel” este un cântec al interpretei mexicane Paulina Rubio. Acesta fost compus de C. Sánchez și Cesar Valle pentru materialul discografic de debut al artistei, La Chica Dorada. „Sabor a Miel” a fost lansat ca cel de-al treilea disc single al materialului la începutul anului 1993.
Cântecul a urcat până pe locul 1 în țara natală a lui Rubio, Mexic și a obținut poziția cu numărul 22 în Billboard Hot Latin Songs.

## Clasamente
| Clasament                 | Poziția maximă | Referință |
| ------------------------- | -------------- | --------- |
| Mexic Singles Chart       | 1              | [ 2 ]     |
| Billboard Hot Latin Songs | 22             | [ 3 ]     |